# Julodis intricata
Julodis intricata es una especie de escarabajo del género Julodis, familia Buprestidae. Fue descrita científicamente por Redtenbacher en 1843.